# Oscar Döring

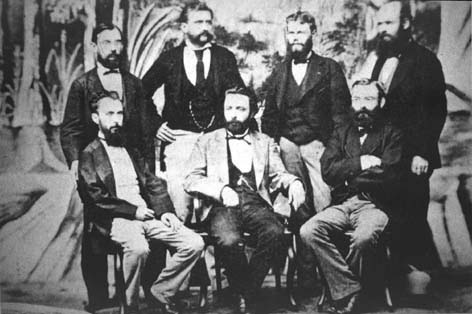
Mitglieder der Argentinischen Akademie der Wissenschaften 1876; Oscar Döring erster von rechts, sitzend; hinter ihm stehend sein Bruder Adolfo

Oscar Döring (* 26. April 1844 in Neuwaake bei Göttingen; † 4. Januar 1917 in Córdoba (Argentinien)) war ein deutscher Agrarmeteorologe.

## Leben
Dörings Vater war Förster. Nach dem Besuch des Gymnasiums studierte er ab 1863 Mathematik an der Georg-August-Universität. 1865 wurde er im Corps Teutonia Göttingen aktiv. Danach war er kurzzeitig Lehrer in Celle, dann ab 1868 an der Großen Stadtschule Rostock und ab 1871 stellvertretender Direktor der Bürgerschule in Ribnitz.
Am Ende des Jahres 1874 wanderte Döring nach Argentinien aus; sein Bruder Adolfo Doering hatte zwei Jahre zuvor an der Universität Córdoba eine Anstellung bekommen. Als 1868 Domingo Faustino Sarmiento die Präsidentschaft in Argentinien übernahm, ging dieser zielstrebig daran, sein Land aus der Rückständigkeit herauszuführen. Neben zahlreichen anderen Maßnahmen wurde an der Universität Córdoba ein Institut für Meteorologie gegründet, zu dessen Direktor Oscar Döring ernannt wurde. Der Agrarmeteorologie wurde bei der Entwicklung der Agrarwirtschaft eine wichtige Rolle zugemessen. Mit Hilfe von Dörings Untersuchungsmethoden nahm der argentinische Ackerbau schnell eine positive Entwicklung. Bis dahin war in Argentinien fast ausschließlich Viehhaltung betrieben worden. Neben seiner Tätigkeit an der Universität war er auch Stadtrat und Deutscher Vizekonsul in Córdoba. Er betrieb die Gründung der Academia Nacional de Ciencias, deren erster Präsident er wurde. 1878 kehrte Döring kurzzeitig nach Deutschland zurück, um in Ribnitz die Arzttochter Ida Stubenrauch zu heiraten. 1885 wurde er in die Deutsche Akademie der Naturforscher Leopoldina gewählt.